# العمة
العمة إحدى قرى مركز قطور التابع لمحافظة الغربية بجمهورية مصر العربية. 

## التاريخ
أصل القرية من توابع أميوط ثم فصلت عنها في سنة 1275 هجري، وردت القرية ضمن قرى مركز كفر الشيخ في تعداد 1882، والتعدادات اللاحقة حتى نقلت إلى مركز قطور في عام 1950.

## السكان
بلغ عدد سكان العمة 4595 نسمة حسب تقدير عام 2018.
| السنة  | 1882 | 1897 | 1907 | 1927 | 1947 | 1960 | 1976 | 1986 | 1996 | 2006  | 2018 |
| ------ | ---- | ---- | ---- | ---- | ---- | ---- | ---- | ---- | ---- | ----- | ---- |
| القرية | 777  | 925  | 971  | 897  | 1022 | 1350 | 2072 | 2466 | 2871 | 3,387 | 4595 |